# Sulîmî, Novi Sanjarî
Sulîmî (în ucraineană Сулими) este un sat în comuna Velîkîi Kobeleaciok din raionul Novi Sanjarî, regiunea Poltava, Ucraina.

## Demografie
Componența lingvistică a localității Sulîmî
     Ucraineană (100%)
Conform recensământului din 2001, toată populația localității Sulîmî era vorbitoare de ucraineană (100%).